# Manufacturing Message Specification
El estándar MMS (Manufacturing Message Specification) --en español: Especificación de Mensajes de Fabricación-- fue desarrollado específicamente para aplicaciones industriales; está especificado según ISO 9506 y sirve para el intercambio de datos en ambientes de producción. Redes de control utilizan el protocolo MMS y una pila reducida del modelo OSI con el protocolo TCP/IP en la capa de transporte/red, y Ethernet o RS-232C como medio físico. Esto significa que todo el manejo de la comunicación será el mismo, independientemente del tipo de red o dispositivos conectados. El protocolo define mensajes de comunicación transferidos entre controladores, así como entre la estación de ingeniería y el controlador (p.ej. descarga de una aplicación o lecturas/escrituras de variables).  
El estándar es base de los protocolos de transmisión IEC 61850 y TASE2.
- Datos: Q378363